# Via Temporis

Via Temporis est une série de romans jeunesse mêlant histoire et science-fiction lancée par Scrinéo Jeunesse en mars 2011, qui a pour thème le voyage dans le temps.

## Le concept initial
Le principe de la série est né d'un jeu de piste par SMS, une enquête historique au cœur de Paris, créé en 2005 par Jean-Paul Arif, fondateur de Scrinéo Jeunesse.
Très bien accueilli par la presse et le public, le jeu faisait voyager dans le temps deux jeunes gens, encadrés par le plus vieux professeur de la Sorbonne, Aimery de Châlus, afin qu'ils résolvent une grande énigme du passé.
Quelques années plus tard, les éléments fondateurs du jeu (les personnages principaux, la machine à remonter le temps, des grandes énigmes historiques) sont repris dans une série de romans, abordables à partir de 10 ans, qui sont écrits par plusieurs auteurs.

## Le point de départ
Paris, décembre 2012. Mathias Brume et son amie Charlotte Champlain sont deux étudiants comme il en existe des milliers : ils étudient et ils s'aiment ! 
En répondant à l'invitation d'Aimery de Châlus, un vieux professeur de la Sorbonne, ils sont loin de se douter de l'incroyable découverte qui les attend. 
Sous prétexte de déchiffrer une énigme particulièrement retorse, nos deux héros vont d'abord apprendre l'un des secrets les plus gardés de tous les temps. 
Mais surtout, la menace tangible d'une prophétie oubliée, de nature à balayer l'humanité, va les emporter dans une série d'aventures déconcertantes qui leur fera découvrir les moments clés de l'Histoire de France et, parfois, du monde.

## Les auteurs
- Joslan F. Keller
- Aurélie Laloum

## Liste des romans
1. Opération Marie-Antoinette par Joslan F. Keller, 17 mars 2011.
2. Le Trésor perdu des Templiers par Aurélie Laloum, octobre 2011.
3. Tous les chemins mènent vraiment à Rome par Joslan F. Keller, octobre 2012.

## Les personnages
Les personnages principaux de Via Temporis sont :
- Mathias Brume, étudiant parisien
- Charlotte Champlain, étudiante parisienne, sa petite amie
- Aimery de Châlus, professeur d'histoire à la Sorbonne et Gardien du Temps
- Iké Darkvenom, mystérieux inconnu fécond en idées malfaisantes